# Specijalna bolnica za rehabilitaciju Gamzigrad
Specijalna bolnica za rehabilitaciju Gamzigrad je specijalizovana za rehabilitaciju oboljenja perifernih krvnih sudova (organski poremećaji arterijskih krvnih sudova, funkcionalne poremećaje arterijskih krvnih sudova, oboljenja perifernih venskih krvnih sudova, oboljenja limfnog sistema) i vibracionu bolest. Takođe, vrši opštu rehabilitaciju (bolesti vezivnog tkiva, zglobni oblici reumatizma, vanzglobni oblici reumatizma, ortopedske bolesti i posttraumatska stanja, anomalije dečjeg uzrasta, neurološka oboljenja, ginekološka oboljenja).

## O Gamzigradskoj Banji
Gamzigradska Banja se nalazi pored sela vlaške nacionalne manjine Gamzigrad u Timočkoj Krajini, delu istočne Srbije, 220 km jugoistočno od Beograda, a 11 km zapadno od Zaječara. Leži na 160 m nadmorske visine u meandarskoj dolini donjeg toka Crnog Timoka, na samim njegovim obalama, nedaleko od magistralnog puta Zaječar – Paraćin, kojim se ostvaruje dobra saobraćajna veza u svim pravcima.
Gamzigradska Banja je pod uticajem kontinentalne klime, a mikro-klima je složena, sa odlikama kontinentalnog i podplaninskog podneblja. Okružena je šumovitim brežuljcima i predstavlja vrlo ugodan i tih kutak za lečenje, odmor, rekreaciju, sport i ribolov, sa uvek svežim i čistim vazduhom, nedirnute prirode, pun zelenila i cveća, uredjenim parkom, udaljen od urbane sredine.
Priroda je podarila više izvora termomineralnih voda, koje se ubrajaju u zemnoalkalne - hiperterme, odnosno akroterme. Izgradnja i uređenjue kupatila počinje 1920. godine. Godine 1978. izgrađena je i otpočela sa radom moderana Specijalna bolnica za rehabilitaciju “Gamzigrad” i to na samoj obali Crnog Timoka, na prirodnim izvorima termo-mineralne vode čija je temperatura 42 °C sa dubine od 303 m.
Nedaleko od Specijalne bolnice se nalazi arheološko nalazište antičke rimske carske palate Feliks Romulijane koja se nalazi na UNESKO-voj listi svetske baštine.

## O Specijalnoj bolnici „Gamzigrad”
Republička zdravstvena ustanova Specijalna bolnica za rehabilitaciju "Gamzigrad" je osnovana zaslugom primarijusa doktora medicine Save Filipovića, specijaliste interne medicine uz subspecijalizaciju kardiologije, lekara koji je neposredno pred osnivanje bio dugogodišnji direktor Zdravstvenog Centra Zaječar. Primarijus doktor Filipović je svojom vizijom, stručnošću i humanističkim stavom omogućio da njegova zamisao zaživi donacijom republičkih fondova neophodnih za izgradnju i opremanje ove reprezentativne i visokospecijalizovane medicinske ustanove. Time je on zasigurno lekar koji je najviše doprineo da Gamzigradska banja dobije zvanični status banje. 
Sa sigurnošću se može reći da nakon rimskih imperatora kojima je Gamzigrad bio poznat zbog blagotvornih mineralnih termalnih voda, primarijus doktor Sava Filipović je prvi koji je aktivno iskoristio prirodna lekovita svojstva Gamzigrada u savremenoj medicini. On je ostao direktor sve do svog odlaska u penziju 1987. godine. Tokom deset godina rukovođenja ove bolnice primarijus doktor Filipović je omogućio niz stručnih usavršavanja, kongresa i simpozijuma iz oblasti lečenja perifernih kardiovaskularnih oboljenja, dijagnostike i prevencija. 
U Specijalnoj bolnici postoje dva zatvorena bazena sa termomineralnom vodom (veliki za odrasle i mali za decu) koji su okruženi zidnim mozajcima i impresioniraju svojim umetničkim izrazom i svojom veličinom (rad akademika prof. Srbinovića). Termomineralna voda se koristi i u mineralnim i galvanskim kadama, lokalnim kupkama (četvorećelijske kupke, Haufeove kupke, naizmenične kupke), zatim za podvodnu masažu i za ginekološko orošavanje. Specijalna bolnica primenjuje i elektroterapiju najsavremenijim aparatima (galvanske, dijadinamične, interfentne, eksponencijalne i visokofrekventne struje, mikrotalasna i kratkotalasna diatermija, ultrazvuk i dr.). Oboljenja krvnih sudova primenjuju se na principu promene pritiska “Vasculator” i “Vacusac”. Fototerapija se obavlja ultravioletnim i infraruž lampama. Kinezi terapija i radna terapija sprovode se u moderno i raznovrsno opremljenim salama. Termo-terapija je zastupljena parafino terapijom. Terapija hiperbaričnom oksigenacijom obavlja se u jednomesnoj hiperbaričnoj komori. Posebno je zastupljena dijagnostika i ispitivanje funkcije perifernog krtvotoka, srca, pluća i perifernih nerava i mišića.

#### Unutrašnja organizacija
- Odeljenje za specijalističko-konsultativne preglede i dijagnostiku

1. Kabinet za vaskularnu dijagnostiku
2. Kabinet za elektromioneurološku dijagnostiku
3. Kabinet za kardiološku dijagnostiku
4. Biohemijska laboratorija
5. Specijalističke ambulante

- Odeljenje za terapijski i rehabilitacioni tretman

1. Hidroterapija
2. Termoterapija
3. Kineziterapija
4. Vakuum terapija
5. Elektro, magneto i foto terapija
6. Radna terapija
7. Terapija hiperbaričnom oksigenacijom

- Bolničko odeljenje za lečenje i rehabilitaciju pokretnih bolesnika
- Bolničko odeljenje za lečenje i rehabilitaciju nepokretnih i ograničeno pokretnih bolesnika

#### Lečenje
Bolnica je specijalizovana za rehabilitaciju oboljenja perifernih krvnih sudova (organski poremećaji arterijskih krvnih sudova, funkcionalni poremećaji arterijskih krvnih sudova, oboljenja perifernih venskih krvnih sudova, oboljenja limfnog sistema) i vibracionu bolest. Takođe vrši opštu rehabilitaciju (bolesti vezivnog tkiva, zglobni oblici reumatizma, ortopedske bolesti i posttraumatska stanja, anomalije dečjeg uzrasta, neurološka oboljenja, ginekološka oboljenja).
Bolnica primenjuje i elektro terapiju najsavremenijim aparatima (galvanske, dijadinamične, interferentne, eksponencijalne i visokofrekventne struje, mikrotalasna i kratko-talasna diatermija, ultrazvuk i dr.
Kod oboljenja perifernih krvnih sudova primenjuju se specijalni aparati na principu promene pritiska "Vasculator" i "Vacusac". Fototerapija se obavlja ultravioletnim i infracrvenim lampama. Kinezi terapija i radna terapija sprovode se u moderno i raznovrsno opremljenim salama.
Termo-terapija je zastupljena parafino terapijom. Posebno je zastupljena dijagnostika i ispitivanje funkcije perifernog krvotoka, srca, pluća i perifernih nerava i mišića.

## Dijagnostika

#### 1. Kabinet za vaskularnu dijagnostiku
- Dopler krvnih sudova i arterija
- Kolor dopler sken
- Konsultativni dijagnostički pregledi za korisnike usluga

#### 2. Kabinet za elektromioneurološku dijagnostiku
- Elektromioneurografija - EMNG
- Konsultativni dijagnostički pregledi za korisnike usluga

#### 3. Kabinet za kardiološku dijagnostiku
- Internistički pregledi tj. pregledi svih unutrašnjih organa
- Kardiološki pregled
- Holter EKG-a
- Holter TA
- Eho srca
- Eho krvnih sudova
- Klaudikacioni test
- Konsultativni dijagnostički pregledi za korisnike usluga

## Terapije

#### Terapija hiperbaričnom oksigenacijom
Koji su efekti hiperbarične oksigenacije?
- Dobra snabdevenost svih tkivnih tečnosti kiseonikom
- Mehanički efekat povećanog pritiska
- Eliminacija ugljenmonoksida
- Poboljšava mikrocirkulaciju i smanjuje edem tkiva
- Antibakterijski efekat.

Koje je mesto hiperbarične oksigenacije u terapiji oboljenja perifernih krvnih sudova?
U osnovi svakog ovog oboljenja zbog promena na krvnim sudovima loše snabdevanje tkiva kiseonikom i zadržavanje i nagomilavanje ugljendioksida i drugih štetnih materija u oštećenjem tkivu. Neophodno je primeniti hiperbaričnu oksigenaciju kod sledećih oboljenja:
- Akutne traumatske periferne ishemije: Crush povrede, Compartment sy, opekotine smrzotine.
- Periferna vaskularna oboljenja: Arteriosclerosis obl., Tromb. Obl., Angiopathia diab., Vasclitis kod kolagenoza i dr.
- Dijabetično stopalo
- Ulcus cruris

Pored toga hiperbarična oksigenacija je indentifikovana i kod sledećih oboljenja:
- Reumatološka oboljenja: Osteoartroze, Osteporoza, Stanja posle distorzija, distenyija, luxsacija (kod sportista)
- Ortopedska oboljenja: Osteomyelitis chr, pre i nakon atroplastike kuka i kolena (naročito kod dijabetičara)
- Neurološka oboljenja: neuropatije, neuritisi, algodistrofičpni sindrom, stanja posle CVI, Sclerosis multiplex, posttraumatske pareze, teži oblici migrene
- Ginekološka oboljenja: Sterilitet, hronični andeksoparametriti.

Hiperbarična oksigenacija predstavlja moćno pomoćno sredstvo u lečenju poremećenog snabdevanja ćelije kiseonikom, a rezultati su u toliko bolji u koliko se ova terapija primeni u ranijim fazama bolesti. Prvi pregled indikacije a i sam tretman hiperbaričnom oksigenacijom je pod nadzorom vrhunskog stručnog i iskusnog tima doktora, specijalista hiperbarične medicine.

#### Vakuum terapija
Vakuum - masaža se vrši pomoću vakusaka i vaskulatora. Vaskulatorom se postiže naizmenično povećanje i snižavanje pritiska u cilindrima u kojima se nalaze ekstremiteti. Na taj način se vrši masaža krvnih sudova i poboljšava elastičnost njihovih zidova.

#### Hidroterapija
U bolnici postoje dva zatvorena bazena sa sulfidnom termalnom vodom (veliki za odrasle i mali za decu) koji su okruženi zidnim mozaicima i impresionoraju svojim umetničkim izrazom i svojom veličinom (rad akademika prof. Srbinovića).